# Kostel svaté Markéty (Čermná ve Slezsku)
Kostel svaté Markéty je barokní římskokatolický filiální kostel římskokatolické farnosti Vítkov, který se nachází na katastrálním území obce Čermná ve Slezsku v okrese Opava. V roce 2007 byl kostel se hřbitovem, márnicí, ohradní zdí s branou a litinovým křížem Ministerstvem kultury České republiky prohlášen kulturní památkou České republiky.

## Historie
Kostel byl postaven pravděpodobně v první polovině 17. století. Tento odhad potvrzují popisy dvou zvonů na věži kostela z roku 1666. V období 1791–1792 proběhla přestavba kostela, při které byla pravděpodobně původní věž zakomponována do nové stavby. Další přestavba proběhla v roce 1855, kdy získal dnešní podobu. V letech 2008–2010 prošel generální opravou. 

## Architektura

#### Exteriér
Kostel je jednolodní zděná omítaná stavba na půdorysu obdélníku s odsazeným půlkulatým závěrem a hranolovou kamennou věží. K západní straně stavby přiléhá sakristie a depozitář s oratoří v patře. Kostel má sedlovou střechu krytou eternitem, věž je zastřešena oplechovanou zvoncovou bání a sakristie má valbovou střechu. Věž mírně předstupuje před průčelí, směrem nahoru se mírně zužuje a v horní části má okosená nároží, která jsou ve spodní části zdobena volutami. V prostoru zvonového patra jsou prolomena tři obdélná okna s půlkruhovým zakončením a plechovými okenicemi. Nad zvonovým patrem jsou umístěny věžní hodiny. Nad korunní římsou obíhající přes průčelí věže se k tělu věže přimykají po stranách dva trojúhelníkové štíty s oválnými volskými oky.
Fasáda je omítnuta hladkou omítkou, je členěna odsazeným soklem a korunní fabionovou římsou. Okna mají půlkruhový záklenek. Jsou prolomena ve východní a západní straně lodi, v kněžišti a v prostoru kruchty, které je třídílné. Před průčelím vsazené věže je předsíňka s valbovou stříškou a hlavním vstupem s dvoukřídlými dveřmi zdobenými kazetami.
Před kostelem stojí socha svatého Jana Nepomuckého z roku 1853, která je také kulturní památkou.

### Interiér
Vstupní síňka je zaklenutá českou plackou. Loď má plochý strop s vyznačeným fabionem, sakristie a kněžiště má valenou klenbu s lunetami. Kruchta je položena na dvou masívních pilířích. V podkruchí je jeden velký vchod s půlkruhovým obloukem a dvěma menšími postranními otvory. Na kruchtě pokračují pilíře s okosenými hranami. Poprseň kruchty je konkávně prohnutá, zdobena jednoduchými vyřezávanými pilastry. Vstup na kruchtu s varhany vede točité dřevěné schodiště. Pochostropá oratoř je do kněžiště otevřena jedním větším termálním oknem a je přístupná kamenným schodištěm. Výmalba kostela je šablonová lineární s květinovou výzdobou. Dlažba v lodi a kněžišti je keramická, světle béžová zdobena modrým páskovým a květinovým dekorem.

## Márnice
Márnice z třetí čtvrtiny 19. století je v severozápadní části včleněna do ohradní zdi. Jedná se o cihlovou stavbu postavenou na půdorysu obdélníku se sedlovou střechou. Čelní strana je hrázděná se zaomítaným zdivem mezi hrázděním, stejně jako ostatní části fasády. V průčelí je vstupní otvor. V západní stěně je zasklené okno se čtyřmi křídly.

## Ohradní zeď
Ohradní zeď vymezuje prostor kolem hřbitova, v jehož centru stojí kostel svaté Markéty, od zbývající části obce. Je zakreslena na Müllerově mapě z roku 1716 a na mapě z prvního vojenského mapování z let 1762–1784. Ohradní zeď je postavena z lomového kamene vyskládaného na sucho do výše až 1,60 m. Je omítaná vápennou maltou. V ose průčelí kostela je zeď prolomena dvoukřídlou kovovou bránou, která je usazena mezi dvěma hranolovými pilíři. Hlavice pilířů z umělého kamene mají zvoncovitý tvar a dosedají na korunu zdiva, která je zdobena fabionovou římsou. Brána je vyrobena z kovových prutů s hroty. Ve spodní části je plechový pás a nad ním mezi pruty jsou vsazeny kruhové ornamenty.

## Kříž
Litinový kříž s kamenným podstavcem je z první poloviny 19. století, je 4,5 m vysoký. Podstavec je složený ze čtyř pískovcových částí. Spodní krychlová část má okosené horní hrany, na něj nasedá hranol s reliéfem beránka s praporem vítězství ležícím na knize se sedmi pečetěmi. Spodní část hranolu tvoří profilovaná římsa s kapkami. Reliéf dalšího hranolu je monogram Krista IHS s křížem nad trigramem a srdcem pod ním v centrálním kruhovém medailónku, který je obklopen paprsky. Vrchol podstavce tvoří pyramidální hlavice s římsou, do které je vsazen litinový kříž s korpusem Krista a nápisem INRI. V roce 2006 byl kříž rekonstruován. Byl rozebrán na jednotlivé části. Po založení nového základu byl na něj opět sestaven. Vadná místa byla vytmelena a některé části byly napuštěny hydrofobizačním prostředkem, který zabraňuje vnikání dešťové vody do díla.

## Movité vybavení
Součástí rozhodnutí o prohlášení za kulturní památku České republiky je soubor movitého vybavení, které tvoří:
- Soubor obrazů 14 zastavení Křížové cesty, se nachází v lodi kostela. Obrazy mají rozměr 126 × 70 cm. Olejomalby na plátně vytvořil novojičínský malíř Ignác Berger (1822–1901) a jsou datovány rokem 1847.
- Obraz Madony je umístěn v kněžišti, má rozměr 104 × 66 cm. Pochází z druhé poloviny 19. století, je od neznámého autora.
- Pluviál bílé liturgické barvy z první poloviny 19. století